# Ain't Misbehavin' (Tokyo Blade)
| Recensione | Giudizio |
| ---------- | -------- |
| AllMusic   | [ 1 ]    |

Ain't Misbehavin' è un album discografico del gruppo britannico Tokyo Blade, pubblicato nel 1987 per l'etichetta discografica Scratch Records.

## Il disco
Dopo lo scioglimento dei Tokyo Blade in seguito al fallimento commerciale dell'album Blackhearts and Jaded Spades, il chitarrista Andy Boulton riallestì una nuova formazione del gruppo con la quale registrò Ain't Misbehavin'. Realizzato tramite una produzione tedesca ed indicato con il nome Andy Boulton's Tokyo Blade, il disco è caratterizzato da sonorità melodiche che si rifanno a generi allora in voga come il pop metal.
Il disco fu ripubblicato nel 1993 dalla Laserlight Records con il titolo di Tokyo Blade: furono in quell'occasione aggiunte le prime tre tracce dell'album seguente, No Remorse a.k.a. The Eye of the Storm.

## Tracce
1. Heartbreaker – 4:34 (Andy Boulton)
2. Too Much Too Soon – 3:25 (Andy Boulton)
3. Watch Your Step – 4:59 (testo: Pete Zito – musica: Andy Boulton)
4. Movie Star – 4:01 (testo: Pete Zito – musica: Andy Boulton)
5. Hot for Love – 4:18 (testo: Pete Zito – musica: Andy Boulton)
6. Tokyo City – 4:16 (testo: Pete Zito – musica: Andy Boulton)
7. Love and Hate – 4:26 (testo: Pete Zito – musica: Andy Boulton)
8. Don't Walk Away – 4:56 (testo: Pete Zito – musica: Andy Boulton)
9. Ain't Misbehavin' – 1:38 (testo: Pete Zito – musica: Andy Boulton)

Durata totale: 36:33

## Formazione
- Pete Zito - voce
- Andy Boulton - chitarra
- Alex Lee - batteria
- Chris Stover - basso

## Edizioni
- 16 maggio 1987 - LP, Scratch Records 805336
- 1987 - CD, Hard 'N Heavy! 575/17 112 H
- 1987 - LP, Hard 'N Heavy! 575/27 112 H
- 1989 - CD, Jimco HMI 3002
- 1990 - LP, Brainstorm Records AU 31715
- 2001 - CD, Gama 5301